# Mirante da Serra
Mirante da Serra är en kommun i Brasilien.   Den ligger i delstaten Rondônia, i den centrala delen av landet, 1 700 km väster om huvudstaden Brasília. Antalet invånare är 11 869.
Omgivningarna runt Mirante da Serra är huvudsakligen savann. Runt Mirante da Serra är det glesbefolkat, med 11 invånare per kvadratkilometer.